# Rotta (Duitsland)
Rotta is een plaats en voormalige gemeente in de Duitse deelstaat Saksen-Anhalt, en maakt deel uit van de Landkreis Wittenberg.

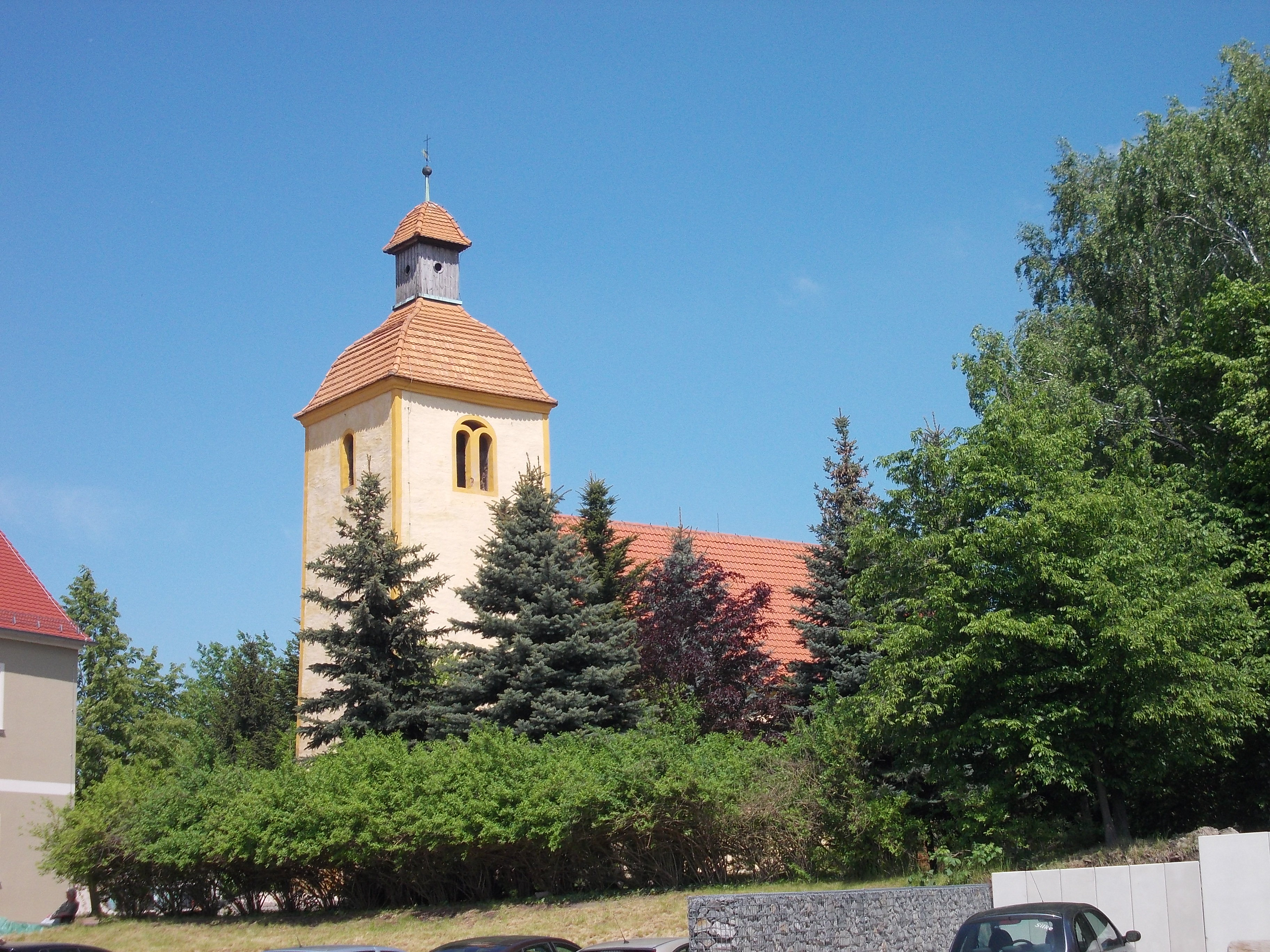
Kerk van Rotta

Rotta telt 860 inwoners.